# Жмельков, Владислав Николаевич
Владислав Николаевич Жмельков (02 (15) августа 1914, д. Леонидовка, Московская губерния, Российская империя — 12 июня 1968, Калининград, Московская область, СССР), советский футболист, вратарь.

## Биография
Играл за «Зенит» (п. Калининский, Московской обл.) (1934—1936), ДКА (Смоленск) (1937), «Спартак» (Москва) (1938—1939, 1946—1947), ЦДКА (1940), «Спартак» Тбилиси (1948—1951), «Буревестник» (Кишинёв) (1952).
В чемпионатах СССР сыграл 98 матчей.
В «Спартак» (Москва) пришёл в 1938 году третьим вратарём, после Александра Квасникова и Александра Головкина. Дебютировал за клуб 29 апреля в товарищеском матче против «Локомотива» (Москва) (0:0). В чемпионате СССР дебютировал 16 июля в матче против «Стахановца» (Сталино) (5:0). С 24 сентября стал основным вратарём команды. В сезоне 1938 вместе с клубом выиграл чемпионат и кубок СССР. В 1939 был основным вратарём «Спартака» вместе с Анатолием Акимовым, сыграв 18 матчей в чемпионате СССР и 4 в кубке СССР. В сезоне 1939 года вместе с клубом также выиграл чемпионат и кубок СССР, а в конце года, по опросу газеты «Красный спорт», был признан лучшим спортсменом СССР. В течение полутора сезонов в играх за «Спартак» в 1938—1939 годах отразил 11 из 12 пенальти, назначенных в его ворота.
В 1940 году Жмелькова призвали в армию. Он провёл один матч за ЦДКА и отказался играть. Дальнейшую службу проходил красноармейцем в Чите в Забайкальском военном округе.
С 1941 года участник Великой Отечественной войны. Награждён двумя медалями «За отвагу» и орденом Славы 3-й степени. Гвардии старшина. Адрес полевой почты во время войны — 16589. По словам Акселя Вартаняна, Жмельков дошёл до Берлина и даже «запечатлел автограф на стенах рейхстага».
В 1945 году был играющим тренером сборной оккупационных войск в Германии. В 1946 году вернулся в московский «Спартак», где делил место в воротах с Алексеем Леонтьевым (в чемпионате СССР — 11 матчей, 18 пропущенных мячей, в кубке СССР не играл). Сезон 1947 года Жмельков начал основным вратарём, но 15 мая в третьем туре сыграл неудачно против «Торпедо» (Москва) (2:6) и больше в составе «Спартака» на поле не выходил.
Продолжил карьеру за тбилисские ДО и «Спартак», затем за кишинёвский «Буревестник», но повторить своих прежних достижений не смог. В том числе из-за больших проблем с алкоголем — в мае 1951 года даже получил предупреждение на заседании Всесоюзной футбольной секции.
В 1950-х — 1960-х годах работал тренером СК «Труд» Калининград Московской области.
В июне 1968 года в возрасте 53 лет был найден мёртвым с колотыми ранами на железной дороге недалеко от Болшево. Похоронен на Перловском кладбище в Москве.

## Семья
Жена: Жмелькова Клавдия Ивановна (?-1999 г)
Сын: Жмельков Станислав Владиславович (?-1974г.)

## Достижения

### Командные
- Чемпион СССР: 1938, 1939.
- Обладатель Кубка СССР: 1938, 1939.

### Личные
- Лучший спортсмен СССР: 1939.[12]
- В списках 55 и 33 лучших 2 раза (1 раз № 1): 1938 (3), 1939 (1).